# Le Lude
Le Lude är en kommun i departementet Sarthe i regionen Pays de la Loire i nordvästra Frankrike. Kommunen ligger i kantonen Le Lude som tillhör arrondissementet La Flèche. År 2018 hade Le Lude 3 628 invånare.

## Befolkningsutveckling
Antalet invånare i kommunen Le Lude
| Referens: INSEE |